# Роуз Тико
Роуз Тико — персонаж во вселенной «Звёздных войн». Женщина человеческой расы, бывший техник в Сопротивлении в период его противостояния с Первым Орденом, сестра Пейдж Тико, бортового стрелка, которая тоже служила в Сопротивлении. Представлена в фильме «Звёздные войны: Последние джедаи» 2017 года, где её играет Келли Мари Тран. Роуз объединяется с Финном в секретной миссии в Канто-Байт, прежде чем попасть на корабль Первого Ордена, и принимает участие в кульминационном сражении фильма.
Роуз — первый значимый персонаж с «азиатской» внешностью во всей франшизе.

## Биография
Роуз Тико родилась на Хейс-Минор, холодной планете далёкой солнечной системы. После того, как её планета была загрязнена и разрушена Первым Орденом, она и её старшая сестра Пейдж были тайно вывезены родителями в качестве беженцев. В качестве прощального подарка они дали Розе и Пэйдж медальоны каплевидной формы из руды, добываемой на Хейс-Минор, подарки обе сестры берегли. Позже сёстры нашли свой путь к планете Ди’Куар, где находилась база Сопротивления и встретились с генералом Леей Органа, чтобы присоединиться к Сопротивлению. Пейдж прошла специальную подготовку как наводчица и пилот бомбардировочной эскадры, в то время как Роуз, работающая на бомбардировщике, была оценена за свои технические навыки и занялась обслуживанием устройства, известного как Отражатель. Позже Роуз была отделена от Кобальтовой эскадрильи, где служила её сестра, и стала подсобным рабочим на флагманском корабле Раддус при вице-адмирале Холдо.
На пробах Келли Тран прозвучало мнение, что Роуз — «самый бесполезный персонаж», наряду с печально известным Джа-Джа Бинксом. Но, по мнению одного из критиков, она "по-настоящему вдохновляет, доказывая, что женщины могут быть большим, чем просто любовным интересом — они могут бороться за то, во что они верят, и могут быть умными, так же как причудливыми и привлекательными.

## Появление

### Последние джедаи(2017)
Роуз Тико и её старшая сестра Пейдж были активными бойцами Сопротивления во главе с генералом Леей Органой. Пейдж служила бортовым стрелком на бомбардировщике Сопротивления «Кобальтовый молот», который был частью Кобальтовой эскадрильи. Несмотря на то, что Роуз была обычным механиком, сёстры были очень близки и носили парный кулон, каждая свою половинку. Пейдж погибла во время битвы над Ди’Куаром, что стало большим ударом для Роуз, находившейся во время эвакуации на борту крейсера «Раддус».
Чтобы побыть наедине со своим горем, Роуз укрылась в ангаре для спасательных капсул «Раддуса», где мешала дезертирам покинуть корабль в разгар сражения между силами Первого ордена и флота Сопротивления.
Когда Финн, желая предупредить Рей об опасности, с которой столкнулось Сопротивление, пытался покинуть «Раддус», он хотел украсть одну из спасательных капсул. Но в этот момент его встретила Роуз, которая сначала подумала, что встретила героя Сопротивления, не подозревая, что тот намеревался покинуть корабль. Но, заметив погружённые в капсулу вещи Финна, она поняла, что тот намеревался бежать и ударила его ручным электрошокером, так как считала, что он был одним из дезертиров, струсивших перед лицом превосходящих сил Первого ордена. Очнувшись, Финн пояснил, что беспокоится, в первую очередь, не о себе, а о Рей, и собирался увезти бинарный маяк как можно дальше отсюда, чтобы не дать ей попасть в ловушку.

### В других медиа
Роуз и её сестра Пейдж также появились в романе «Последние джедаи: Эскадрилья „Кобальт“» Элизабеты Вейн. Действие романа происходит незадолго до событий фильма «Последние джедаи» (частично во время событий «Пробуждения силы»).
Роуз Тико была добавлена в мобильную игру «Звёздные войны: Арена Силы» в рамках нового обновления в конце 2017 года. Она уникальный помощник для светлой команды во главе с Финном.
Роуз Тико впоследствии стала игровым персонажем в игре «Звёздные войны: Галактика героев» и была введена в игру в начале 2018 года на специальном мероприятии под названием «Искра Сопротивления». Она классифицируется как «злоумышленница», которая может оглушать врагов и предоставляет преимущества для сопротивления отрядов видом от первого заказа дружины.
Роуз Тико стала персонажем сразу двух комиксов издательств IDW Publishing, шестого выпуска Star Wars Adventures и специального выпуска Звёздные войны: Силы Cудьбы, посвящённого сёстрам Тико.